# Aeródromo Santa Bárbara
El Aeródromo Santa Bárbara (OACI: SCRO) es un terminal aéreo ubicado cerca de Romeral, en la Provincia de Curicó, Región del Maule, Chile. Es de propiedad privada.